# Giro d'Italia 1980
Il Giro d'Italia 1980, sessantatreesima edizione della "Corsa Rosa", si svolse in ventidue tappe dal 15 maggio al 7 giugno 1980, per un percorso totale di 4 026 km. Fu vinto dal francese Bernard Hinault. 
Hinault sbaragliò la concorrenza sul Passo dello Stelvio, accompagnato dal fido scudiero Jean-René Bernaudeau a cui lasciò la vittoria di tappa. Giuseppe Saronni, vincitore l'anno precedente, uscì presto di classifica ma s'impose in ben sette tappe (inclusa la cronometro del penultimo giorno), dominando la classifica a punti, mentre Francesco Moser, dovette ritirarsi durante la ventesima tappa a causa di una caduta.
Venne trasmesso in tv dalla Rai Rete 2 e in radio da Rai Radio1.

## Regolamento

### Maglie e classifiche
il regolamento quell'anno prevedeva 4 maglie: la maglia rosa (come sempre per il migliore in classifica generale), la maglia ciclamino (leader della classifica a punti), la maglia verde (leader della classifica scalatori), e la  maglia bianca, che premiava il miglior giovane.

### Abbuoni
In questa edizione non erano previsti abbuoni.

## Tappe
| Tappa  | Data      | Percorso                              | km    | Vincitore di tappa       | Leader cl. generale |
| ------ | --------- | ------------------------------------- | ----- | ------------------------ | ------------------- |
| prol.  | 15 maggio | Genova > Genova (cron. individuale)   | 7     | Francesco Moser          | Francesco Moser     |
| 1ª     | 16 maggio | Genova > Imperia                      | 123   | Giuseppe Saronni         | Francesco Moser     |
| 2ª     | 17 maggio | Imperia > Torino                      | 179   | Giuseppe Saronni         | Francesco Moser     |
| 3ª     | 18 maggio | Torino > Parma                        | 243   | Giuseppe Saronni         | Francesco Moser     |
| 4ª     | 19 maggio | Parma > Marina di Pisa                | 193   | Dante Morandi            | Francesco Moser     |
| 5ª     | 20 maggio | Pontedera > Pisa (cron. individuale)  | 36    | Jørgen Marcussen         | Bernard Hinault     |
|        | 21 maggio | giorno di riposo                      |       |                          |                     |
| 6ª     | 22 maggio | Rio Marina > Portoferraio             | 126   | Carmelo Barone           | Bernard Hinault     |
| 7ª     | 23 maggio | Castiglione della Pescaia > Orvieto   | 200   | Silvano Contini          | Roberto Visentini   |
| 8ª     | 24 maggio | Orvieto > Fiuggi                      | 216   | Juan Fernández           | Roberto Visentini   |
| 9ª     | 25 maggio | Fiuggi > Sorrento                     | 247   | Giovanni Mantovani       | Roberto Visentini   |
| 10ª    | 26 maggio | Sorrento > Palinuro                   | 177   | Giovanni Mantovani       | Roberto Visentini   |
| 11ª    | 27 maggio | Palinuro > Campotenese                | 145   | Gianbattista Baronchelli | Roberto Visentini   |
| 12ª    | 28 maggio | Villapiana Lido > Lecce               | 203   | Yvon Bertin              | Roberto Visentini   |
| 13ª    | 29 maggio | Campi Salentina > Barletta            | 220   | Giuseppe Saronni         | Roberto Visentini   |
| 14ª    | 30 maggio | Foggia > Roccaraso                    | 186   | Bernard Hinault          | Wladimiro Panizza   |
| 15ª    | 31 maggio | Roccaraso > Teramo                    | 194   | Tommy Prim               | Wladimiro Panizza   |
| 16ª    | 1º giugno | Giulianova > Gatteo a Mare            | 229   | Giuseppe Martinelli      | Wladimiro Panizza   |
| 17ª    | 2 giugno  | Gatteo a Mare > Sirmione              | 237   | Giuseppe Saronni         | Wladimiro Panizza   |
| 18ª    | 3 giugno  | Sirmione > Pecol                      | 239   | Giovanni Battaglin       | Wladimiro Panizza   |
| 19ª    | 4 giugno  | Longarone > Cles                      | 241   | Giuseppe Saronni         | Wladimiro Panizza   |
| 20ª    | 5 giugno  | Cles > Sondrio                        | 221   | Jean-René Bernaudeau     | Bernard Hinault     |
| 21ª    | 6 giugno  | Saronno > Turbigo (cron. individuale) | 50    | Giuseppe Saronni         | Bernard Hinault     |
| 22ª    | 7 giugno  | Milano > Milano                       | 114   | Pierino Gavazzi          | Bernard Hinault     |
| Totale | Totale    | Totale                                | 4 026 |                          |                     |

## Squadre e corridori partecipanti
| N.    | Cod. | Squadra              |
| ----- | ---- | -------------------- |
| 1-10  | GIS  | Gis Gelati           |
| 11-20 | BIA  | Bianchi-Piaggio      |
| 21-30 | CIL  | Cilo-Aufina          |
| 31-40 | FAM  | Famcucine-Campagnolo |
| 41-50 | HOO  | Hoonved-Bottecchia   |
| 51-60 | INO  | Inoxpran             |
| 61-70 | KON  | Kondor-Campagnolo    |

| N.      | Cod. | Squadra                    |
| ------- | ---- | -------------------------- |
| 71-80   | MAG  | Magniflex-Olmo             |
| 81-90   | SNG  | Mobili San Giacomo-Benotto |
| 91-100  | REN  | Renault-Gitane-Campagnolo  |
| 101-110 | SAN  | Sanson-Campagnolo          |
| 111-120 | ZOR  | Selle Italia-Zor-Vereco    |
| 121-130 | BOU  | Studio Casa-Fin-Ital Casa  |

## Classifiche finali

Bernard Hinault e Jean-René Bernaudeau nella tappa Cles-Sondrio.

### Classifica generale - Maglia rosa
| Pos. | Corridore                | Squadra    | Tempo      |
| ---- | ------------------------ | ---------- | ---------- |
| 1    | Bernard Hinault          | Renault    | 112h08'20" |
| 2    | Wladimiro Panizza        | Gis Gelati | a 5'43"    |
| 3    | Giovanni Battaglin       | Inoxpran   | a 6'30"    |
| 4    | Tommy Prim               | Bianchi    | a 7'53"    |
| 5    | Gianbattista Baronchelli | Bianchi    | a 11'49"   |
| 6    | Mario Beccia             | Hoonved    | a 12'47"   |
| 7    | Giuseppe Saronni         | Gis Gelati | a 12'53"   |
| 8    | Josef Fuchs              | Gis Gelati | a 20'26"   |
| 9    | Roberto Visentini        | S. Giacomo | a 20'37"   |
| 10   | Leonardo Natale          | Magniflex  | a 21'30"   |

### Classifica a punti - Maglia ciclamino
| Pos. | Corridore           | Squadra    | Punti |
| ---- | ------------------- | ---------- | ----- |
| 1    | Giuseppe Saronni    | Gis Gelati | 301   |
| 2    | Giovanni Mantovani  | Hoonved    | 215   |
| 3    | Tommy Prim          | Bianchi    | 179   |
| 4    | Bernard Hinault     | Renault    | 160   |
| 5    | Giuseppe Martinelli | S. Giacomo | 151   |

### Classifica scalatori - Maglia verde
| Pos. | Corridore            | Squadra    | Punti |
| ---- | -------------------- | ---------- | ----- |
| 1    | Claudio Bortolotto   | S. Giacomo | 670   |
| 2    | Wladimiro Panizza    | Gis Gelati | 400   |
| 3    | Bernard Hinault      | Renault    | 350   |
| 4    | Giovanni Battaglin   | Inoxpran   | 280   |
| 5    | Jean-René Bernaudeau | Renault    | 265   |

### Classifica giovani - Maglia bianca
| Pos. | Corridore            | Squadra      | Tempo      |
| ---- | -------------------- | ------------ | ---------- |
| 1    | Tommy Prim           | Bianchi      | 112h16'13" |
| 2    | Roberto Visentini    | S. Giacomo   | a 12'44"   |
| 3    | Leonardo Natale      | Magniflex    | a 13'37"   |
| 4    | Faustino Rupérez     | Selle Italia | a 13'40"   |
| 5    | Jean-René Bernaudeau | Renault      | a 20'25"   |